# Maximilian Daublebsky von Sterneck
baron Maximilian Daublebsky von Sterneck zu Ehrenstein, avstro-ogrski mornariški častnik in admiral , * 14. februar 1829, Celovec, † 5. december 1897, Dunaj.
Maximilian Daublebsky von Sterneck zu Ehrenstein se je rodil v Celovcu, v rodbini nekdanjih županov češkega mesta Češke Budejovice (Budweis). Njegovi predniki so se leta 1620 preselili v Avstrijo in priimku dodali von Sterneck. Jakobu Daublebsky von Sterneck so leta 1792, ob podelitvi baronskega naslova, priimek dopolnili v »von Sterneck zu Ehrenstein«. Njegov sin Joseph se je naselil na avstrijskem Koroškem in kupil grad Krastowitz pri Celovcu, na katerem se je leta 1829 rodil sin Maximilian.

## Vojaška kariera
Maximilian Daublebsky von Sterneck se je šolal na avstrijski mornariški kadetnici (Collegio di cadetti di marina) v Benetkah. Po priključitvi avstrijski vojni mornarici leta 1847 mu je bil leta 1859 podeljen čin kapitana korvete (Korvettenkapitän). Leta 1864 je napredoval v čin kapitana fregate, tedanji kontraadmiral Wilhelm von Tegetthoff pa mu je zaupal poveljstvo oklepnice SMS Erzherzog Ferdinand Max.

### Bitka pri Visu (1866)
Med bitko pri Visu mu je uspelo, da se je z admiralsko ladjo, oklepnico SMS Erzherzog Ferdinand Max, s kontraadmiralom Wilhelmom von Tegetthoffom na krovu , z ojačanim premcem zaletel v italijansko admiralsko ladjo, oklepno fregato Re d'Italia, ki se je kmalu nato potopila.  Ta zmaga je pomenila prvo od prelomnic celotne bitke. 
Za junaštvo in uspešno poveljevanje med bitko ga je cesar nagradi̟l z  viteškim križcem reda Marije Terezije. 
Preoblikovanje avstrijskega cesarstva v dvojno monarhijo leta 1867 je spremljala tudi reorganizacija mornariške sekcije vojnega ministrstva in avstro-ogrske vojne mornarice. Von Sterneck je bil leta 1869 imenovan za poveljnika vojne luke v Pulju, hkrati pa je napredoval v čin kapitana bojne ladje (Linienschiffskapitän). 
Po njegovi zaslugi so bile v Pulju zgrajeni mnogi objekti, locirani predvsem v novi puljski četrti sv. Polikarpaː med drugimi mornariški tehniški odbor, mornariško sodišče in zapor, šole in vrtec (prvi v mestu), vojašnice in številne zgradbe za delavce, mornarje in častnike, urejeni so bili številni parki in sprehajališča (Kaiserwald).
Za kontraadmirala je bil imenovan leta 1872 in je sodeloval v arktični ekspediciji Juliusa von Payerja in Karla Weyprechta, kot poveljnik ladje Isbjörn. Med to ekspedicijo so odkrili Deželo Franca Jožefa in jo po avstro-ogrskem cesarju poimenovali leta 1873.

### Prevzem vodstva avstro-ogrske vojne mornarice
Von Sterneck je novembra 1883 nasledil Friedricha von Pöcka na položaju vrhovnega poveljnika avstro-ogrske vojne mornarice in vodje mornariške sekcije vojnega ministrstva na Dunaju ter je bil povišan v čin viceadmirala. 
Njegova prizadevanja za modernizacijo vojne mornarice so zavirala politič̟na trenja med avstrijsko in madžarsko polovico podonavske monarhije. 
Potem, ko je bil leta 1888 povišan v čin admirala, si je vse do svoje smrti na Dunaju leta 1897 prizadeval posodobiti in povečati bojno pripravljenost vojne mornarice. 
Maximilian von Sterneck je pokopan v kripti puljske mornariške cerkve »Gospe od Mora«, ʐa gradnjo katere je prav on imel največ zaslug. Njegovo srce je v relikvariju shranjeno v družinski grobnici na gradu Krastowitz. V vodstvu avstro-ogrske vojne mornarice ga je nasledil Hermann von Spaun.
Njegov sin, Maksimilijan Daublebsky pl. Eichhain, je bil prav tako viceadmiral avstro-ogrske vojne mornarice.

## Odlikovanja
- viteški križec reda Marije Terezija